# OTRS
OTRS, früher als Open Ticket Request System bekannt, ist ein Ticketing-System oder auch Service-Management-System. OTRS wird u. a. als Helpdesk-System bzw. Issue-Tracking-System für die Kommunikation mit Kunden eingesetzt. OTRS war freie Software, die bis Version 6.0 unter der GNU General Public License (GPL) (bis 2018 unter der GNU Affero General Public License (AGPL)) stand.

## Allgemeines

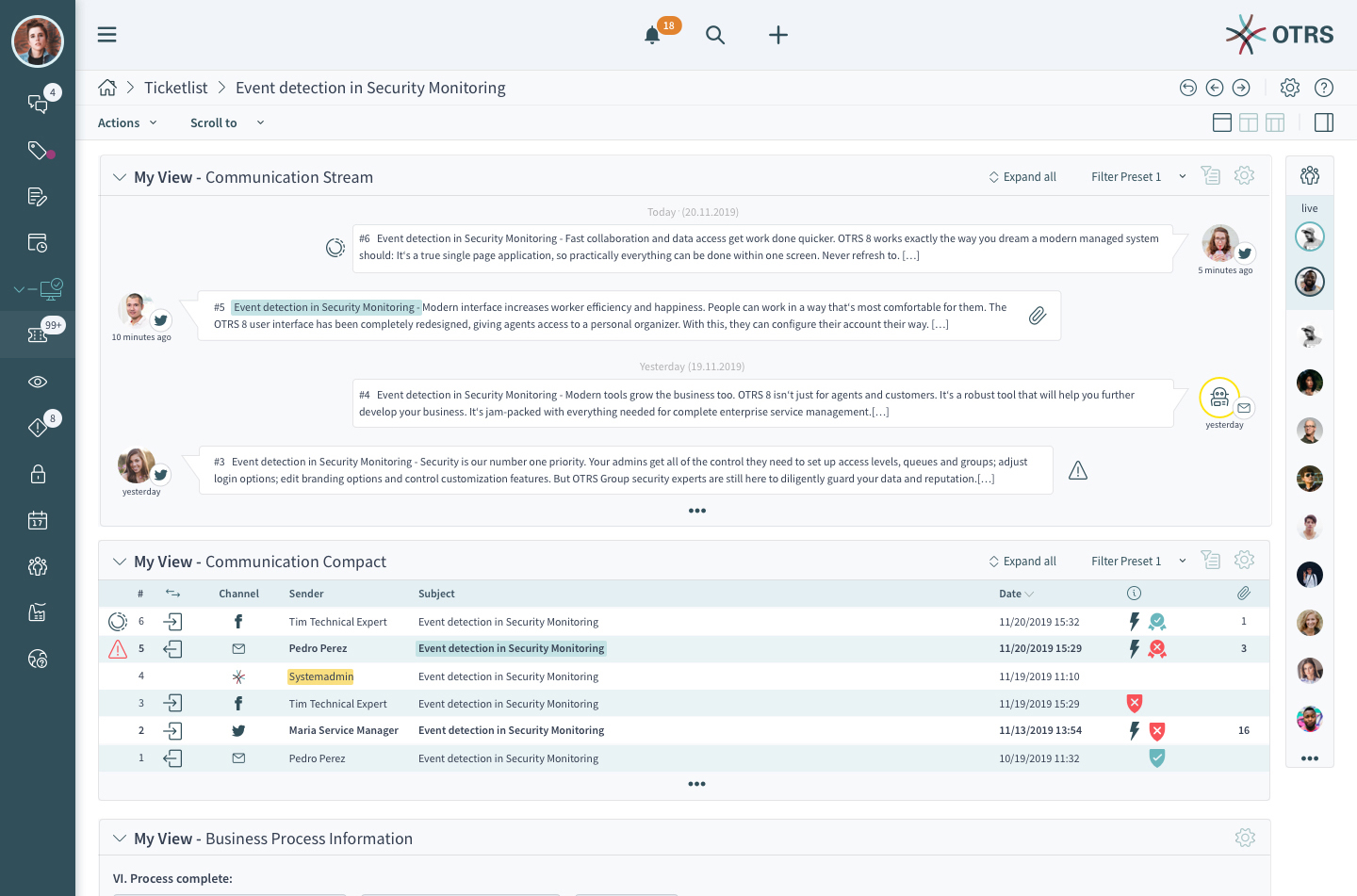
Ticket-Detailansicht OTRS 8.0.x

Mit Hilfe des webbasierten Ticketsystems OTRS lässt sich jegliche Art von Anfragen (zum Beispiel Störungsmeldungen, Service- und Informationsanfragen) über die Meldewege E-Mail, Telefon und Kunden-Webfrontend strukturiert erfassen, klassifizieren, speichern und weiterverarbeiten. Zur eindeutigen Referenzierung durch den Ersteller der Anfrage – Service-Mitarbeiter oder involvierte Dritte – erhalten die Vorgänge mit dem initialen Speichervorgang eine eindeutige Vorgangsnummer. Die auf diese Weise erfassten Vorgänge (sogenannte „Tickets“) können anschließend automatisiert oder manuell zur weiteren Bearbeitung in die jeweils zuständigen Verantwortungsbereiche einer Organisation weitergeleitet werden. Die Verantwortungsbereiche werden in OTRS in Form von sogenannten Queues (auf Deutsch etwa „Warteschlangen“) eingerichtet. Den Bearbeitungsfortschritt und -status können sowohl der Initiator der Meldung (in der Regel ein Kunde) als auch der Bearbeiter (bei OTRS häufig „Agent“ genannt) über ihr jeweiliges Webfrontend verfolgen und beeinflussen. Eskalations- und Benachrichtigungsmechanismen unterstützen die Agenten von OTRS bei der Einhaltung der mit dem Kunden vereinbarten Service-Level-Agreements (SLA), sorgen also dafür, dass Reaktions- und Lösungszeiten eingehalten werden können und kein Vorgang verloren geht. Auf diese Weise kann ein großes Anfragevolumen durch wenige Agenten bewältigt werden, ohne dabei an die Grenzen herkömmlicher E-Mail-Clients (Intransparenz, sequentielle Vorgangseingänge, fehlende Klassifizierungsmöglichkeiten etc.) zu stoßen.
Weitere Unterstützung für Agenten bietet eine optional installierbare Wissensdatenbank (FAQ). In ihr kann vorhandenes oder im Rahmen eines Lösungswegs erarbeitetes Lösungswissen dokumentiert und den Agenten für die weitere Bearbeitung von Anfragen zur Verfügung gestellt werden. Die in der Wissensdatenbank hinterlegten Textbausteine können im Zusammenhang mit der Erstellung von Antworten an den Kunden in diese übernommen werden. Auch für Kunden kann man dieses Lösungswissen direkt über das Kunden-Webfrontend bereitstellen.
Vorgänge zu gleichartigen Problemursachen unterstützt OTRS durch das Zusammenführen und Splitten (von englisch to split: aufteilen) gleichartiger Vorgänge. In engem Zusammenhang mit dieser Funktion steht auch der optional installierbare Master-Slave-Mechanismus, der es erlaubt, sämtliche einem ursprünglichen Ticket (dem Master) zugewiesene gleichartige Tickets (die Slaves) zu schließen, indem das Master-Ticket geschlossen wird.
OTRS ist revisionssicher und führt zu sämtlichen Vorgängen eine detaillierte, später auswertbare Historie. Sie bildet auch die Grundlage für das umfassende Service Level Reporting über die gesamte Datenbasis von OTRS. Zur Erstellung der Reports bietet OTRS ein eigenes Statistik- und Reporting-Framework.
Die Zugriffsteuerung auf das Ticketsystem, seine Funktionen, Reports und Module erfolgt über das granular definierbare Rollen- und Berechtigungskonzept in OTRS.
Die Bedienung der Webapplikation erfolgt betriebssystemunabhängig über einen Webbrowser. Die Benutzeroberfläche ist mehrsprachig verfügbar und lässt sich einfach an ein individuelles Corporate Design anpassen.

### Reichweite
Zur Versionsänderung auf 3.2 gab die OTRS AG an, 60 % der im DAX vertretenen Firmen hätten die Software insgesamt im Einsatz. Im Jahre 2015 vermeldete die OTRS AG 150.000 Installationen der Software sowie 5 Millionen Downloads weltweit.

## Verwandte Projekte
OTRS ist als Framework die Grundlage für
- die ITIL-konforme IT-Service-Management-Lösung OTRS ITSM und
- die Security- und CERT-Lösung für IT Security Incident Handling SIRIOS (bis Version 2.4.x). Heute: „STORM“
- der Open Source Fork der OTRS Community Edition 6.0[5]
- das Open Source Ticketsystem OTOBO[6]

## Erweiterungen
Für die bereits veraltete ((OTRS)) Community Edition 6 aus 2016, gibt es immer noch viele Erweiterungen auf dem Markt, die oftmals durch interne Bedürfnisse entstanden sind und dann veröffentlicht wurden. Der Hersteller liefert seit 2020 jedoch keine Sicherheitsupdates mehr für die Version 6.
Erweiterungen werden seit März 2011 über die Plattform „OPAR“ (Open Package Repository) gesammelt und verbreitet. OPAR wurde von vier OTRS-erfahrenen Programmierern (Renée Bäcker, Martin Balzarek, Michiel Beijen und Tom Kirchner) ins Leben gerufen, um im Sinn von Open Source die freie Verfügbarkeit von OTRS-Modulen zu fördern. Stand April 2011 sind mehr als 20 Module verfügbar.

## Technik

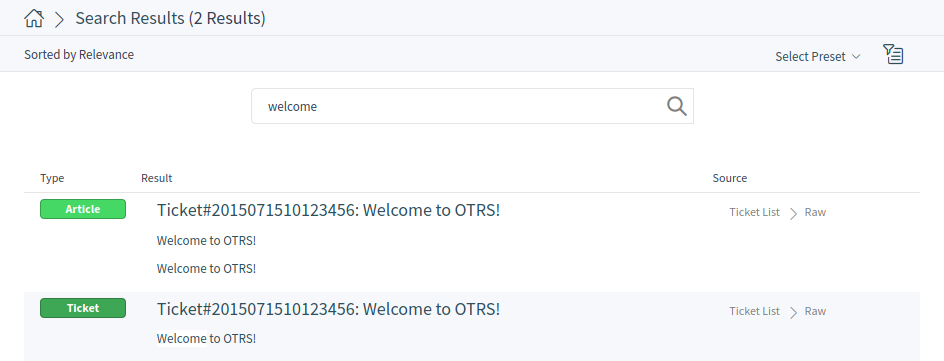
Suche Elasticsearch OTRS 8.0.x,

Von Anfang an ist OTRS in der Programmiersprache Perl implementiert. Die Weboberfläche baute in den ersten Versionen rein auf HTML auf, wurde dann aber später um JavaScript Elemente erweitert, um die Bedienbarkeit zu verbessern. Die Code-Architektur von OTRS ist modular gestaltet, weshalb OTRS leicht angepasst und um neue Funktionalitäten erweitert werden kann.
Die Weboberfläche selbst verwendete ab Version 4.0.x Perl::Template als eine standardisierte Vorlagensprache (.tt Template-Toolkit), die eine flexible Ausgabe von Systemdaten ermöglicht.
Als Applikationsdatenbank konnte bereits bei den ersten OTRS Versionen zwischen MySQL und PostgreSQL gewählt werden. Im Laufe der Zeit kamen dann auch noch die Datenbanken Ingres, Oracle, Db2 sowie Microsoft SQL Server hinzu. Ab Version 4 hat sich der Hersteller jedoch auf die meist eingesetzten Datenbanken konzentriert und wieder einige Datenbanktreiber aus OTRS entfernt, so dass OTRS heute als Applikationsdatenbank MySQL (auch MariaDB), PostgreSQL und Oracle unterstützt.
OTRS kann auf allen gängigen unixoiden Betriebssystemen (Linux, Mac OS X, FreeBSD usw.) betrieben werden. Zwischenzeitlich war auch der Betrieb unter Windows möglich, welcher jedoch ab Version 5 nicht mehr unterstützt wird.
Durch diverse Optimierungen, beispielsweise die Trennung von Datenbank- und Webserver-System, kann die Performance des Systems auch für große Ticketmengen und viele Bearbeiter skaliert werden. Hochverfügbarkeitsumgebungen können mit (Modul-)Erweiterungen des Herstellers realisiert werden.
OTRS arbeitet eng mit Systemprogrammen wie den Mail-Verwaltungsprogrammen Postfix und Sendmail sowie dem Mailfilter Procmail zusammenarbeiten.
Mit Beginn der Entwicklung von OTRS 7 wurden neue Wege bei der Implementierung der Oberfläche beschritten. Das komplette Kundeninterface wurde auf eine Single Page Application (SPA) umgestellt, wodurch z. B. das manuelle Neuladen einer Ticketübersicht nicht mehr notwendig ist. Angezeigte Informationen werden seitdem nahezu in Echtzeit aktualisiert. Im Hintergrund wird dafür anstelle von Template Toolkit das JavaScript-Webframework Vue.js eingesetzt. Eine umfangreiche REST-API stellt für die verschiedenen Ansichten alle notwendigen Daten zur Verfügung bzw. verarbeitet diese.
Mit OTRS 8 wurde der Umstieg auf eine SPA auch auf Seiten der Agenten durchgeführt. Jeder Benutzer kann die komplett neu gestaltete Oberfläche individuell auf seine Bedürfnisse anpassen. Im Vergleich zu den Vorgängerversionen erleichtert der Einsatz von Echtzeit-Benachrichtigungen das Arbeiten zudem erheblich.
Mit dem Release von OTRS 8 hat der Hersteller auch eine App für Android und iOS zur Verfügung gestellt. Diese App setzt jedoch mindestens OTRS 8 voraus, weshalb der Betrieb mit den Vorgängerversionen nicht möglich ist.

## Geschichte
Das OTRS.org-Projekt wurde 2001 von Martin Edenhofer ins Leben gerufen, der damals für die Lufthansa arbeitete, die bald zu den großen Anwendern der Software gehörte. Er und andere Entwickler waren ebenfalls an STTS, einem Ticketsystem von SUSE beteiligt. Im Gegensatz zu OTRS bestand STTS jedoch aus proprietärer Software. Später wurde die OTRS AG die treibende Kraft hinter der Weiterentwicklung des Projekts.
2018 gab die OTRS AG eine neue Unternehmensausrichtung bekannt. Die frei verfügbare Variante von OTRS heißt nun „((OTRS)) Community Edition“, die kostenpflichtige und komplett gemanagte Lösung wird „OTRS“ bezeichnet. Ein Großteil der nicht-öffentlichen Funktionen der „OTRS Business Solution“ fließt in OTRS, OTRS Business Solution wird nicht mehr als Produktbezeichnung verwendet. Zukünftig werden neue OTRS-Versionen zunächst nur zahlenden Kunden in OTRS und erst mehrere Jahre verzögert der Öffentlichkeit in der ((OTRS)) Community Edition zur Verfügung gestellt. Zum 23. Dezember 2020 hat die OTRS AG das Support-Ende der Community Edition bekannt gegeben ohne eine entsprechende Nachfolge-Version anzukündigen. Daraufhin wurden mehrere Forks ins Leben gerufen mit dem Ziel, die Community Edition weiterzuentwickeln. Die meisten vorherigen Nutzer der Community Edition sind auf das Projekt Znuny umgestiegen, da dieses eine direkte Migration ermöglichte und angekündigt hat, weiterhin kostenlose Fehlerkorrekturen und zukünftig auch neue Funktionen bereitzustellen.
Am 24. Februar 2021 gab OTRS bekannt, die Community Edition vorerst einzustellen und sich auf die kommerzielle Lösung OTRS zu konzentrieren. Die Community Edition wird unter den Namen Znuny und OTOBO von unabhängigen Firmen weiterentwickelt.
| Version | Datum              | Bemerkungen |
| ------- | ------------------ | --- |
| 0.5     | 9. April 2002      | Erste offizielle Version; Kernsystem läuft |
| 1.0     | 14. Februar 2003   | Nach mehr als zwei Jahren Entwicklungsarbeit die erste stabile Version |
| 1.1     | 1. Mai 2003        | Zahlreiche Verbesserungen im Backend und Benutzerschnittstelle |
| 1.2     | 16. Februar 2004   | Fünf neue Übersetzungen, FAQ-Datenbank, Unicode-Unterstützung und Single Sign-on-Funktionalitäten |
| 1.3     | 22. September 2004 | Neues Statistik-Framework, Zeitzonen-Unterstützung |
| 2.0     | 1. August 2005     | 19 Sprachen, neue Merkmalen wie PGP, S/MIME, XML-Datenbankschnittstelle, Application-Package-Manager (um weitere Applikationen über ein Web-Depot zu installieren) |
| 2.1     | 5. Oktober 2006    | Multikalenderfunktion, verbesserter LDAP-Unterstützung, PDF-Generator, neuen Wissensdatenbank, Unterstützung für hierarchische Organisationen, Statistikgenerator |
| 2.2     | 2. Juli 2007       | Verbesserungen, z. B. Service und Service-Level-Agreement (SLA), native Typisierung von Tickets, geänderter Eskalationsmechanismus |
| 2.3     | 5. August 2008     | Performance-Verbesserungen, Implementierung einiger Funktionen mit AJAX-Technologie |
| 2.4     | 22. Juli 2009      | Änderungen im Front- und Backend, z. B. Management-Dashboard, WYSIWYG-Editor, AJAX-basierte Kundensuche und Autovervollständigung, dynamische Ansichten, neue Bulk-Action, ereignisgesteuerte Benachrichtigungen, Lizenzwechsel auf GNU Affero General Public License (Version 3), Artikelfilter |
| 3.0     | 15. November 2010  | Neugestaltung der gesamten Oberfläche, Ungelesen-Funktion für Tickets und Artikel, optimierte Volltextsuche, verbesserter Ticket-Zoom, Unterstützung der WCAG- und WAI-ARIA-Standards, integrierte Archivfunktion                                                                                |
| 3.1     | 14. Februar 2011   | Ersatz der bisherigen Freifelder durch „Dynamic Fields“, neue Schnittstelle „Generic Interface“ zur Anbindung externer Anwendungen |
| 3.2     | 29. Januar 2013    | „Customer Information Center“ für besseren Überblick über Tickets für bestimmte Kunden, Process Management Funktion für verbesserte Abbildung von Prozessen in der Ticketengine |
| 3.3     | 12. November 2013  | Verbessert: Produktivität, Zusammenarbeit mit externen Systemen, Installation/Administration |
| 4       | 25. November 2014  | Umstellung auf einstelliges Versionierungsschema, Flat-Design, verbesserter Caching-Mechanismus, Core-System verwendet neuen Object-Manager |
| 5       | 20. Oktober 2015   | 35 Sprachen, Responsives Design der Web-Oberfläche, verbesserter Statistikgenerator, verbessertes Benachrichtigungssystem, Daemon bringt Performanceverbesserung |
| 6       | 21. November 2017  | 38 Sprachen, Zeitzonenunterstützung, verbessertes Ticket-Handling, diverse Backend-Verbesserungen |
| 7       | 19. November 2018  | 38 Sprachen, als Cloud-Lösung oder On-Premises verfügbar, Dynamische Suche, Ticket-Suchvorlagen, Corporate Design in Prozessen, vorgefertigte Prozesse gemäß ITIL. Lizenzwechsel auf GNU General Public License (Version 3) für alle aktuellen Releases.                                         |
| 8       | 27. März 2020      | |